# Atletisme als Jocs Olímpics d'Estiu de 1912 - llançament de pes masculí

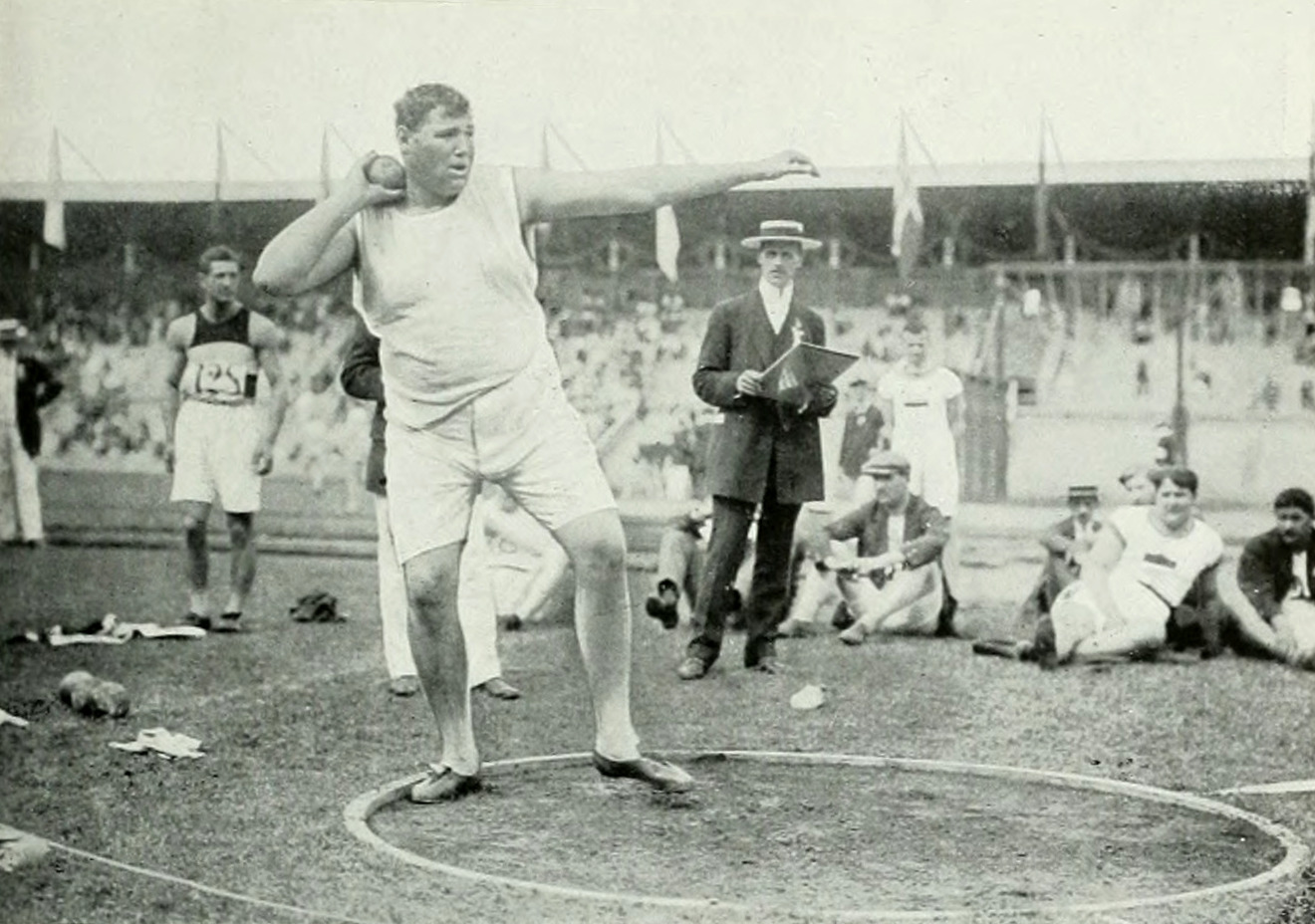
Ralph Rose als Jocs d'Estocolm.

El llançament de pes masculí va ser una de les proves del programa d'atletisme disputades durant els Jocs Olímpics d'Estocolm de 1912. Aquesta va ser la cinquena vegada que es disputava aquesta competició, sent una de les 12 que s'han disputat en totes les edicions dels Jocs. La prova es va disputar el dimecres 10 de juliol i hi van prendre part 22 atletes de 14 nacions diferents.

## Medallistes
| Or                     | Plata            | Bronze                 |
| Patrick McDonald (USA) | Ralph Rose (USA) | Lawrence Whitney (USA) |

## Rècords
Aquests eren els rècords del món i olímpic que hi havia abans de la celebració dels Jocs Olímpics de 1912.
| Rècord del Món | 15.54    | Ralph Rose | San Francisco (USA) | 21 d'agost de 1909 |
| Rècord del Món | 16.56(*) | Ralph Rose | Healdsburg (USA)    | 26 de juny de 1909 |
| Rècord Olímpic | 14.81    | Ralph Rose | St. Louis (USA)     | 31 d'agost de 1904 |

(*) No oficial, establert en una exhibició

## Resultats
Ralph Rose, dues vegades campió olímpic de l'especialitat i posseïdor del rècord olímpic i del món (14.81 metres, fets als Jocs de 1904), va ser superat per Patrick McDonald després d'un fantàstic llançament en la final. Rose millorà el seu propi rècord olímpic en el primer llançament en llençar el pes a 14,98 metres. En el tercer llançament es tornà a superar a si mateix, en llençar el pes a 15,25 metres, mentre cap del seus rivals s'apropava al que havia estat el seu primer llançament. A la fi de la ronda preliminar Rose dominava la competició amb 15,25, mentre McDonald s'havia quedat en 14,78 metres i Lawrence Whitney en 13,93 metres.
Els tres millors classificats tenien l'oportunitat de llençar el pes en tres ocasions més. Whitney va fer tres llançaments nults, mantenint 13,93 metres com a millor llançament. El primer llançament de Rose tornà a quedar-se a les portes dels 15 metres i tornant a batre el seu antic rècord olímpic. Per la seva banda, McDonald va llençar el pes en el primer intent fins als 15,34 metres, cosa que suposava un nou rècord olímpic i la medalla d'or.
| Pos. | Atleta                    | Ronda preliminar | Ronda preliminar | Ronda preliminar | Ronda preliminar | Final    | Final | Final | Millor marca |  |
| Pos. | Atleta                    | 1                | 2                | 3                | Pos.             | 4        | 5     | 6     | Millor marca |  |
| ---- | ------------------------- | ---------------- | ---------------- | ---------------- | ---------------- | -------- | ----- | ----- | ------------ |  |
| 1    | Patrick McDonald (USA)    | 14.54            | 14.27            | 14.78            | 2n               | 15.34 OR | —     | —     | 15.34        |  |
| 2    | Ralph Rose (USA)          | 14.98 OR         | 14.68            | 15.25 OR         | 1r               | 14.96    | —     | —     | 15.25        |  |
| 3    | Lawrence Whitney (USA)    | —                | —                | 13.93            | 3r               | —        | —     | —     | 13.93        |  |
|      |                           |                  |                  |                  |                  |          |       |       |              |  |
| 4    | Elmer Niklander (FIN)     | 13.52            | —                | 13.65            | 4t               |          |       |       | 13.65        |  |
| 5    | George Philbrook (USA)    | 12.84            | 13.13            | —                | 5è               | 13.13    |       |       |              |  |
| 6    | Imre Mudin (HUN)          |                  |                  |                  | 6è               | 12.81    |       |       |              |  |
| 7    | Einar Nilsson (SWE)       | 12.18            | —                | 12.62            | 7è               | 12.62    |       |       |              |  |
| 8    | Patrick Quinn (GBR)       |                  |                  |                  | 8è               | 12.53    |       |       |              |  |
| 9    | André Tison (FRA)         | —                | 11.74            | 12.41            | 9è               | 12.41    |       |       |              |  |
| 10   | Paavo Aho (FIN)           |                  |                  |                  | 10è              | 12.40    |       |       |              |  |
| 11   | Michalis Dorizas (GRE)    |                  |                  |                  | 11è              | 12.05    |       |       |              |  |
| 12   | Aurelio Lenzi (ITA)       | 10.52            | 11.25            | 11.57            | 12è              | 11.57    |       |       |              |  |
| 13   | Josef Schäffer (AUT)      | 11.44            | —                | —                | 13è              | 11.44    |       |       |              |  |
| 14   | Karl Halt (GER)           |                  |                  |                  | 14è              | 11.16    |       |       |              |  |
| 15   | František Janda-Suk (BOH) |                  |                  |                  | 15è              | 11.15    |       |       |              |  |
| 16   | Raoul Paoli (FRA)         | 9.81             | 10.61            | 11.11            | 16è              | 11.11    |       |       |              |  |
| 17   | Marcel Pelletier (LUX)    | 10.68            | 11.04            | —                | 17è              | 11.04    |       |       |              |  |
| 18   | Paul Willführ (GER)       | —                | —                | 10.90            | 18è              | 10.90    |       |       |              |  |
| 19   | Mgirdiç Migiryan (TUR)    | 10.33            | —                | 10.63            | 19è              | 10.63    |       |       |              |  |
| 20   | Ēriks Vanags (RUS)        | —                | —                | 10.44            | 20è              | 10.44    |       |       |              |  |
| 21   | Arvīds Ozols-Berne (RUS)  | —                | 10.33            | —                | 21è              | 10.33    |       |       |              |  |
| 22   | Charles Lagarde (FRA)     | 9.41             | —                | —                | 22è              | 9.41     |       |       |              |  |